# Ultra Low Floor
Az Ultra Low Floor, vagy röviden ULF egy egyirányú villamostípus. Mint ahogy a neve is mutatja, a padlószintje ultra alacsony, belépőmagassága mindössze 19 cm. 
Két városban futnak ilyen járművek: az osztrák  Bécsben, valamint a román Nagyváradon. Nagyváradon 10 darab ilyen villamos közlekedik, míg Bécsben 332 darab ilyen van, a járműveket a Wiener Linien üzemelteti. Gyártójuk a Siemens, formatervezőjük a Porsche.

## Altípusok
A típuscsaládnak négy altípusa van: egy rövidebb hosszúságú, A-val jelölt, valamint egy hosszabb, B helű változat is közlekedik, továbbá a második generációs járművek egy, az alsó indexben lévő 1-es azonosítóval rendelkeznek.
| Altípus          | A                 | A1                  | B                 | B1               |
| ---------------- | ----------------- | ------------------- | ----------------- | ---------------- |
| Városok          | Bécs              | Bécs, Nagyvárad     | Bécs              | Bécs             |
| Sorozat          | első              | második             | első              | második          |
| Gyártási időszak | 1995; 1997 - 2005 | 2006 - 2015         | 1995; 1998 - 2005 | 2009 - 2017      |
| Hossz            | 24,2 m            | 24,2 m              | 35,3 m            | 35,3 m           |
| Férőhelyek       | 42 ülő, 94 álló   | 42 ülő, 94 álló     | 66 ülő, 141 álló  | 66 ülő, 143 álló |
| Darabszám        | 51                | 80 (Bécs)           | 101               | 100              |
| Darabszám        | 51                | 10 (Nagyvárad)      | 101               | 100              |
| Pályaszámok      | 1 - 51            | 52 - 131 (Bécs)     | 601 - 701         | 702-801          |
| Pályaszámok      | 1 - 51            | 50 - 59 (Nagyvárad) | 601 - 701         | 702-801          |
| Légkondicionáló  | nincs             | van                 | nincs             | van              |

## Története
A járműtípust kifejezetten Bécs számára fejlesztették ki az ottani igények szerint. A városban 1992-ben született döntés új alacsony padlós villamosok beszerzésére. A kifejlesztéssel az SGP vállalatot bízták meg, melyet később a Siemens vásárolt fel. Elsőként két, részben alacsonypadlós kísérleti jármű született, melyek 1995-ben szállítottak először utasokat. 

1997-ben megjelentek az első szériadarabok, amik 1998 júniusában forgalomba álltak. Ebben a sorozatban egyaránt rövidebb (A) és hosszabb (B) altípusok is voltak. Az első rendelési sorozat 150 járművet foglalt magában, majd 2004-ben további 150 villamost rendeltek, amely még további 150 opcionálisan lehívható járművet is tartalmazott.
A második széria gyártása 2007-ben kezdődött meg. A második szériás járművek az első sorozat továbbfejlesztett változatai, külsejükben és belsejükben is történtek változtatások, így utastereik klimatizáltak lettek és a színvilágot a V metrótípuséhoz igazították. Az utolsó járművet 2017-ben adták át a bécsi közlekedési vállalatnak, és ezzel 342 db jármű után leállt a gyártás.
A kifejezetten Bécs számára készült járművet a gyártó megpróbálta máshová is eladni, így 2001-ben Münchenbe, 2004-ben az InnoTrans kiállítás útján Berlinbe, valamint 2005-ben Grazba is elküldtek néhány napra egy-egy kocsit próbaútra, ám ezen városok egyike sem vásárolt a későbbiekben. A több próbafutás ellenére egyedül Nagyváradra sikerült még eladni ULF villamost. Ott politikai okból akartak gyorsan alacsony padlós villamosokat vásárolni, és 27,5 millió euróért cserébe sikerült 10 darab, egyébként Bécsnek készülő villamost megszerezni. Mivel a megszerzett villamosok az eredeti tervek szerint nem Nagyváradra kerültek volna, kinézetük is teljesen a bécsi szabvány szerint készült.

## Előfordulás

### Bécsben
ULF villamosok Bécsben a 30-as járat kivételével az összes vonalon futnak. Fokozatosan érkeztek a városba, és váltották ki az idősebb E1-es villamosokat. Azonban már nem fog új ULF villamos érkezni, mivel 2014-ben kiírtak egy tendert új kocsik beszerzésére, melyet nem a Siemens, hanem a Bombardier nyert el a Flexity típussal. Az utoljára beszerzett ULF 2016-ban lett állományba véve.
A különböző altípusokkal a következő viszonylatokon találkozhatunk rendszeresen:
| A altípus  | O, 9, 33, 37, 40, 42, 44                                      |
| A1 altípus | 9, 10, 37, 40, 42, 44, 46, 52, 62                             |
| B altípus  | D, 1, 2, 5, 6, 18, 25, 26, 31, 38, 40, 41, 43, 49, 60, 67, 71 |
| B1 altípus | D, 1, 2, 5, 6, 18, 25, 26, 31, 38, 40, 41, 43, 49, 60, 67, 71 |

### Nagyváradon
A nagyváradi polgármesteri hivatal 2008-ban 10 darab ULF villamost rendelt a Siemenstől. A szerződés szerint a cégnek az első darabot az év áprilisáig, további 5-öt az év végéig, a maradékot pedig a következő évben kellett leszállítania. A Siemens vállalta, hogy a villamosokat szokatlanul szűk határidővel szállítja, így azok megérkezhettek a helyhatósági választások előtt a városba. Ennek okán valószínűleg néhány Bécs számára készült darabot csoportosítottak át Nagyváradra, ami több gondot is okozott:
- a villamosok nem a szerződésben szereplő kék-piros fényezéssel, hanem a bécsi közlekedési társaság színtervére festve érkeztek,
- a belső feliratok egy része német nyelven szerepelt román helyett,
- a villamosok jegykezelő berendezései a Bécsben használt jegyekhez készültek, a nagyváradi papírjegyekkel nem voltak kompatibilisek,
- a villamosok érkezése előtt a megállók peronjának egy részét át kellett alakítani, mivel azok belógtak az ULF villamosok űrszelvényébe.

A Siemens a villamosokra 4 év garanciát vállalt. A villamosok 50-nel kezdődő pályaszámokat kaptak. A város minden viszonylatán megfordultak.
2020-ig a városban nem járt  más alacsonypadlós villamostípus, ekkor érkeztek meg az első Siemens-licensz (tehát technikailag "rokon")  Astra Imperio villamosok.

## Műszaki leírás
Ennek a típusnak a különlegessége a mindössze 19 cm-es padlómagasság, ami nagyban megkönnyíti a kerekesszékeseknek a felszállást. Ezzel a padlómagassággal viszont már nem lehetséges normál módon a kocsiszekrény alá pakolni a kerekeket. A jármű felépítése így egyedibb, az állómotort és a kerekeket a csuklóba építették be, és valójában a csuklórészek viselik magukon a kocsiszekrényt is. További érdekesség, hogy az ULF-ek forgóvázzal sem rendelkeznek.
Az első szériás járművek vízhűtésesek, amit a második szériánál lecseréltek léghűtésesre, így csökkentve a jármű tömegét és gazdaságosabbá téve az üzemeltetést.

## Galéria

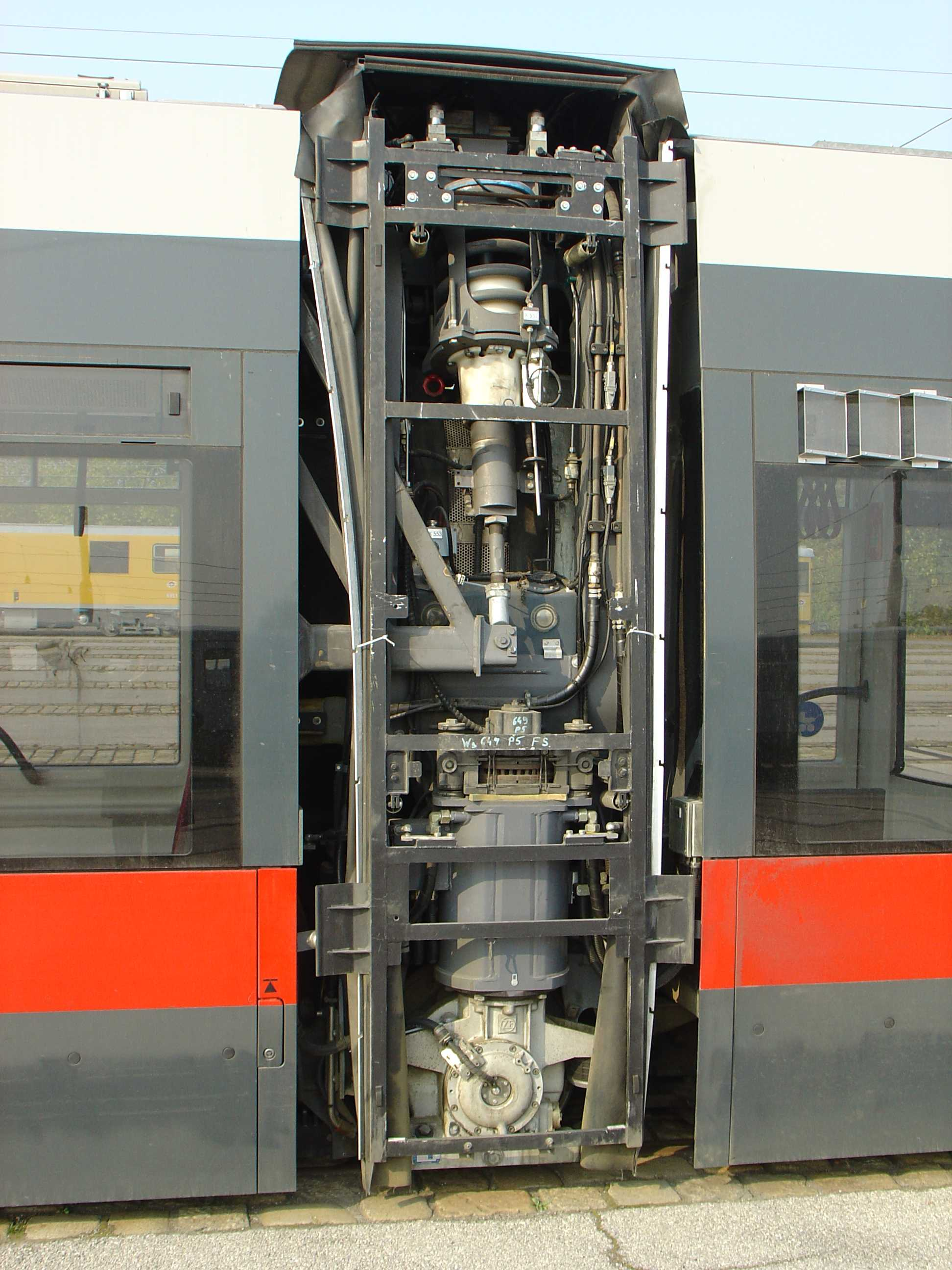
A motorok a csuklókba vannak rakva és a kerekek is a kocsiszekrények között, a csukló alatt vannak
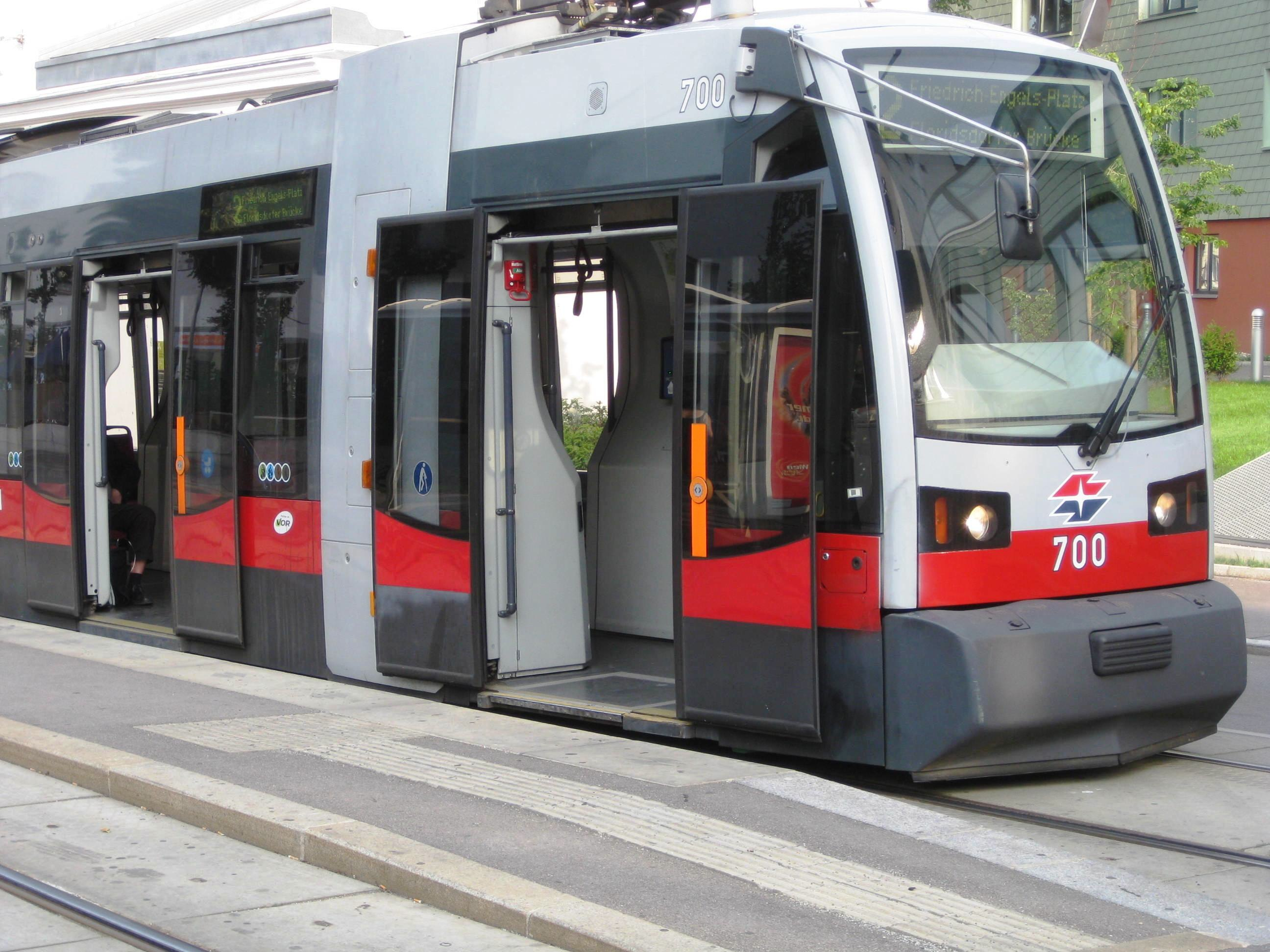
Padlószint
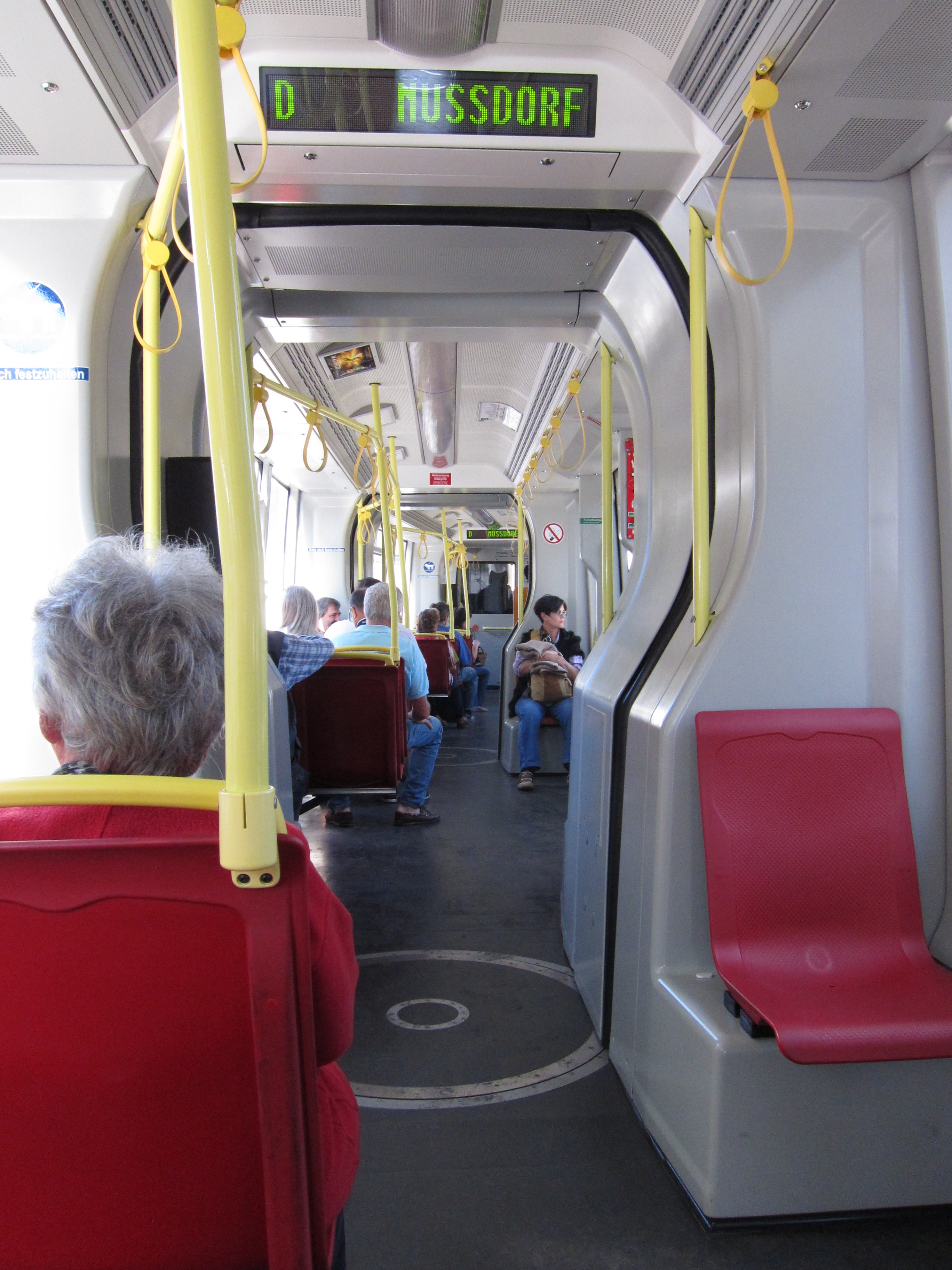
Mivel a motor a csuklóban van a belső tér jelentősen leszűkült
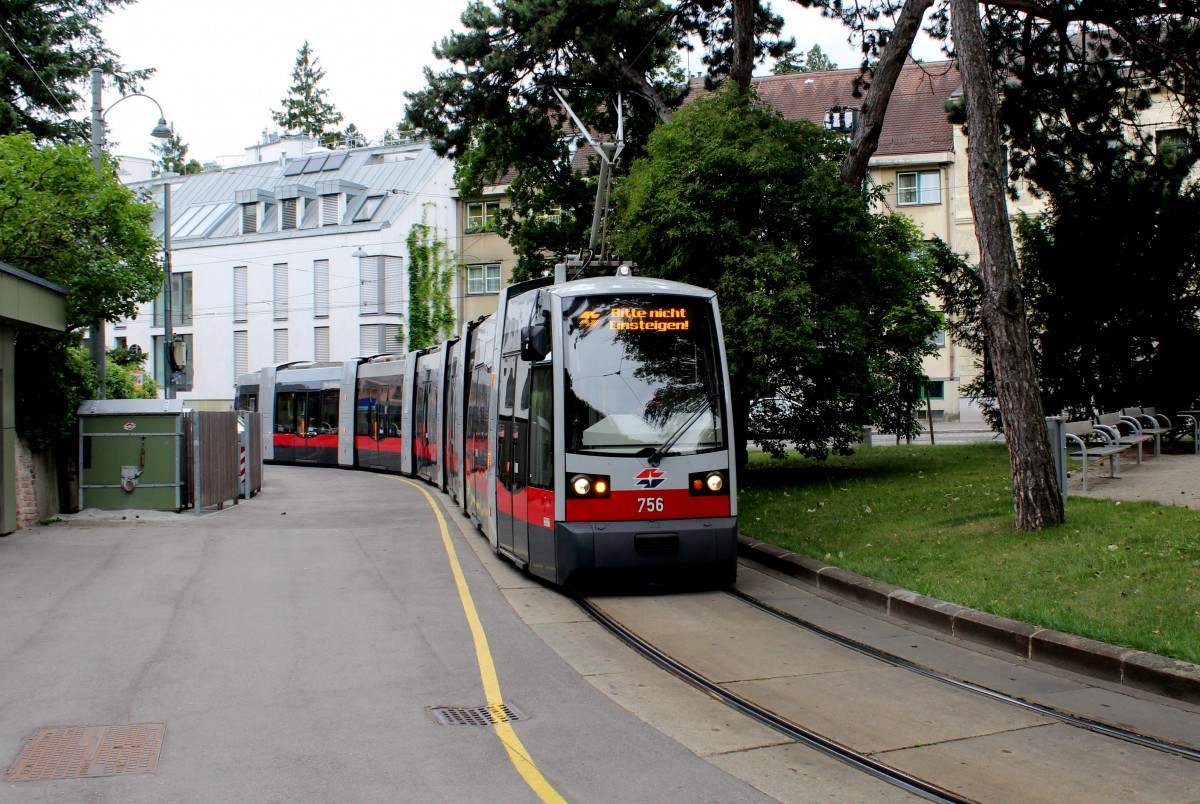
Neuwaldegg peronja sincs megemelve, ilyenkor jön jól az extra alacsony padlószint
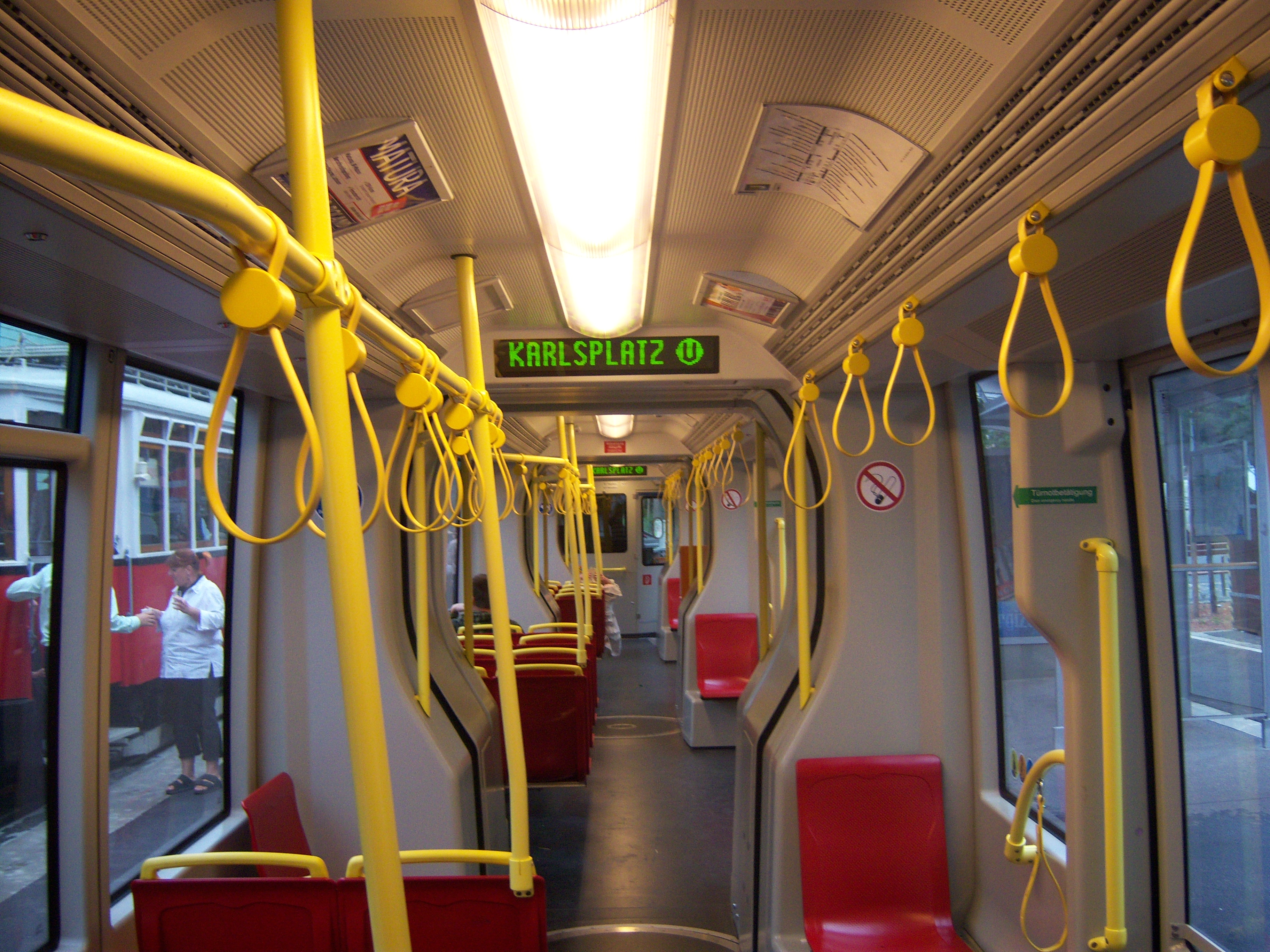
Egy második szériás jármű utastere
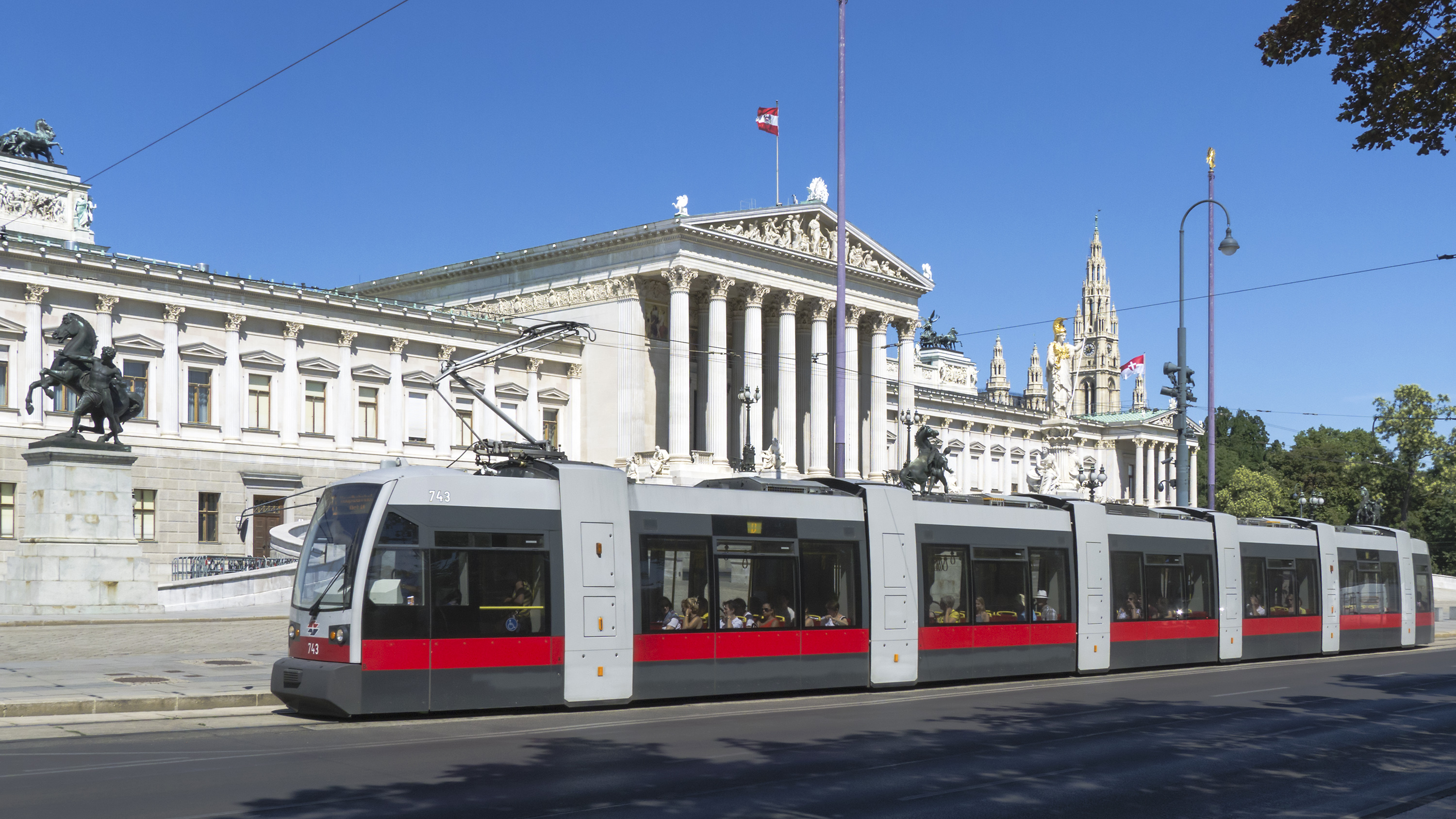
ULF B1 az osztrák Parlament előtt
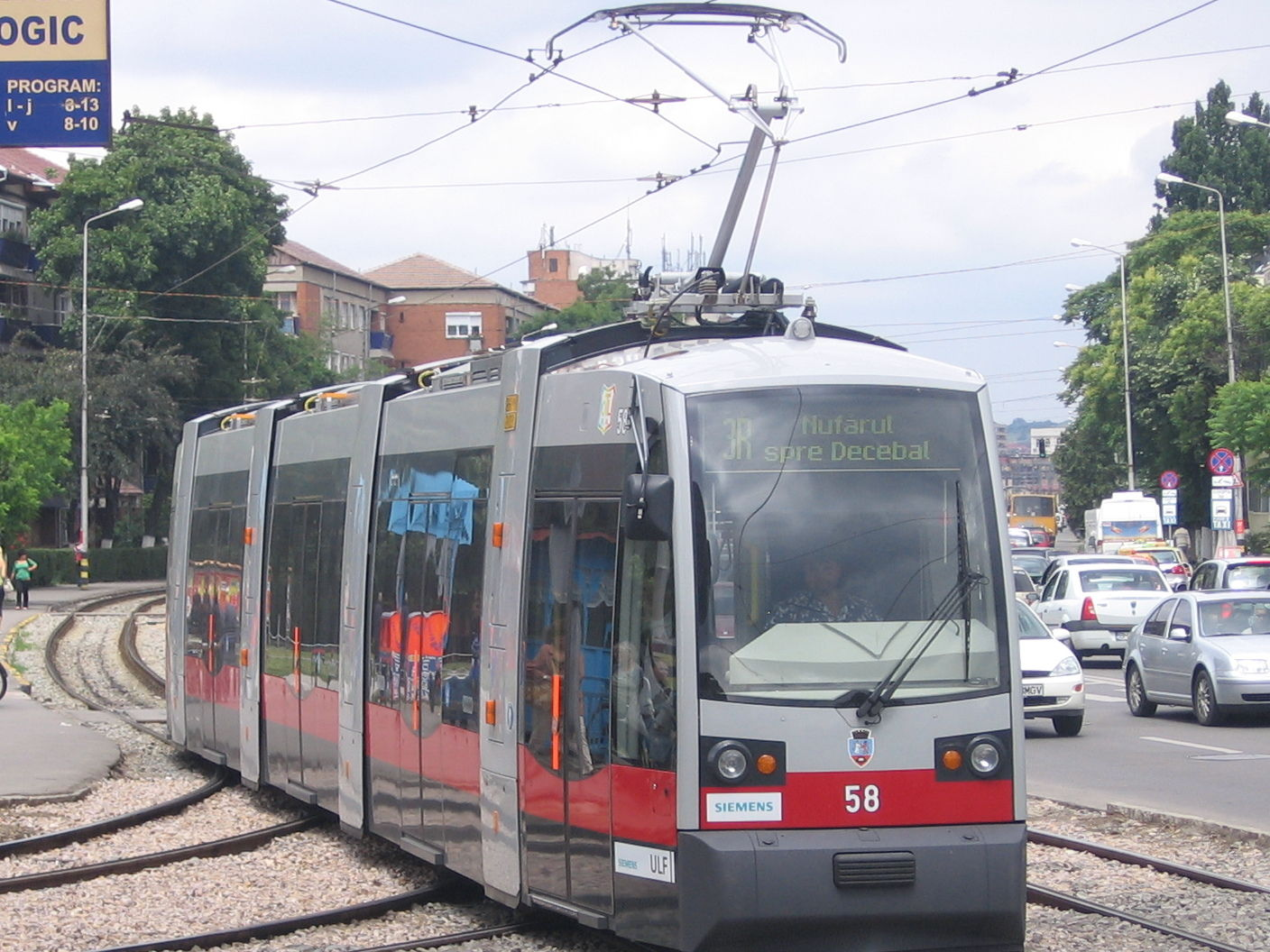
A1 villamos Nagyváradon, a megjelenése többnyire a bécsire hasonlít